# Filipijnse waterleguaan
De Filipijnse waterleguaan, ook wel Filipijnse zeilhagedis (Hydrosaurus pustulatus), is een waterminnende hagedis uit de familie agamen.(Agamidae).

## Naam en indeling
Ondanks de naam 'waterleguaan' behoort de hagedis niet tot de leguanen maar tot de agamen. De wetenschappelijke naam van de soort werd voor het eerst voorgesteld door Johann Friedrich von Eschscholtz in 1829. Oorspronkelijk werd de naam Istiturus pustulatus gebruikt.

## Uiterlijke kenmerken
De Filipijnse zeilhagedis kan inclusief staart ongeveer een meter lang worden. De huidkleur is grijs of groenachtig. Het meest opvallende kenmerk is het rechtopstaande, versterkt stuk huid achter op de rug en begin van de staart van het mannetje. Dit kan wel zo'n 6 tot 7 centimeter hoog zijn en heeft wat weg van een zeil.

## Levenswijze
Ze kunnen uitstekend zwemmen en bij gevaar duiken ze onder tot het veilig is. De aan de zijkant afgeplatte staart zorgt voor veel voortstuwing door het water. Door de vliezen tussen de tenen van hun poten is deze soort in staat over het water te lopen, zoals ook veel basilisken.
Filipijnse zeilhagedissen zijn omnivoren. Ze eten voornamelijk plantaardig voedsel, zoals bladeren, maar ook vruchten af en toe aangevuld met insecten, kikkers en vissen.
Meestal liggen ze te zonnen op takken boven of nabij het water. Als ze worden bedreigd, sprinten ze met grote snelheid het water in.
De hagedis zet twee tot acht eieren per legsel af en produceert meerdere legsels per seizoen. De eitjes worden in ondiepe holen in de buurt van oppervlaktewater afgezet zoals in rivierbanken. De juvenielen kruipen na ongeveer twee maanden uit het ei en zijn al direct goede zwemmers. De jonge dieren hebben vele vijanden.

## Verspreiding en habitat

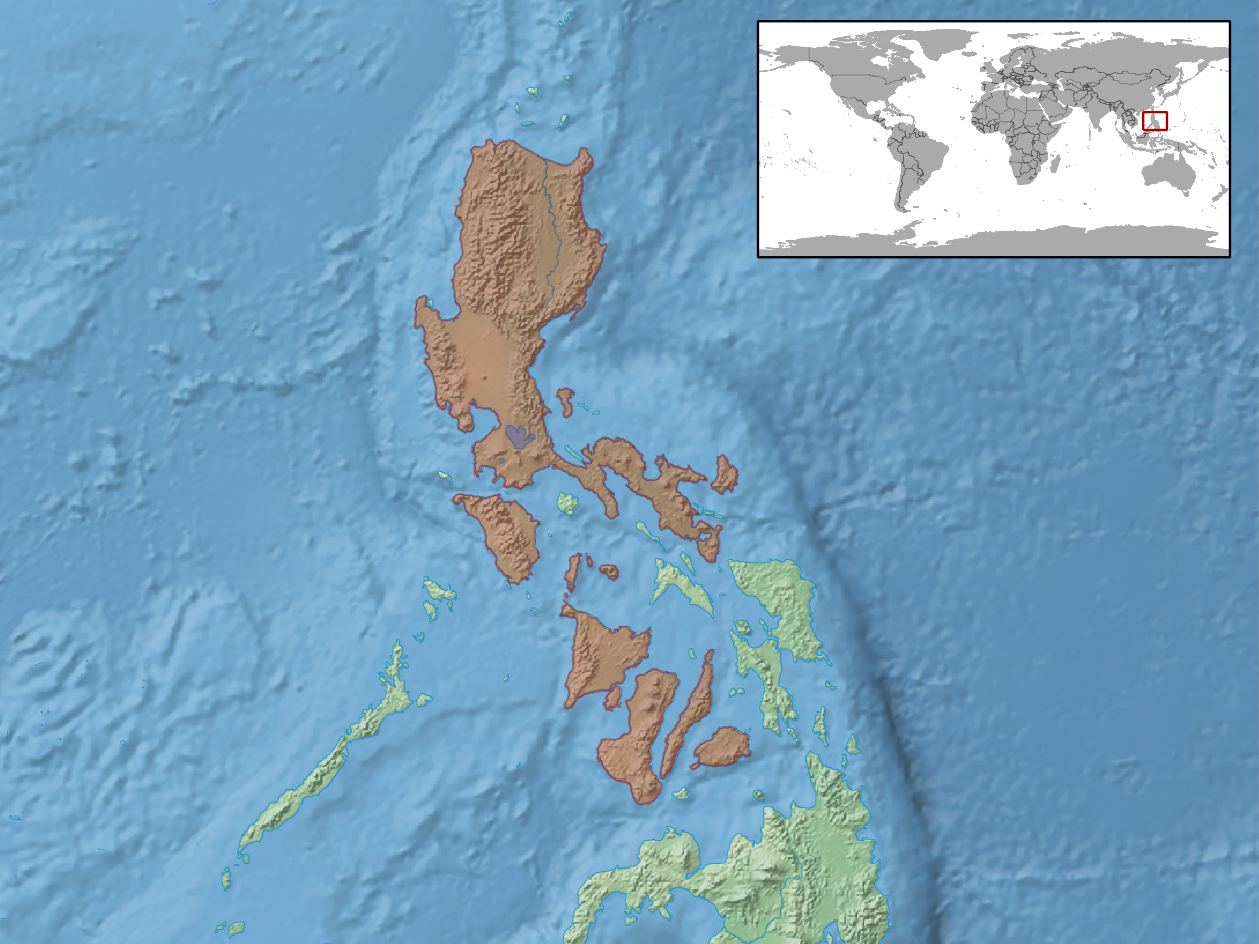
Verspreidingsgebied in het rood

De Filipijnse waterleguaan komt voor in delen van Azië en leeft endemisch op de Filipijnen. De soort is aangetroffen in de deelgebieden Luzon, Polillo, Mindoro, Negros, Dinagat, Mindanao, Panay, Bohol, Cebu en Sibuyan.
De habitat bestaat uit tropische en subtropische bossen vlak bij de oevers van oppervlaktewateren. Deze bestaan uit permanente rivieren en meren. Er is enige tolerantie voor door de mens aangepaste streken. De hagedis is aangetroffen van zeeniveau tot op een hoogte van ongeveer 800 meter boven zeeniveau.

## Beschermingsstatus
Door de internationale natuurbeschermingsorganisatie IUCN is de beschermingsstatus 'niet bedreigd' toegewezen (Least Concern). Bedreigingen zijn onder andere het verdwijnen van de habitat, watervervuiling en het op grote schaal vangen van de jonge dieren voor de handel in exotische dieren.